# Thomas Bridges
Thomas Bridges (1842 – Buenos Aires, 15 luglio 1898) è stato un missionario e linguista britannico, il primo a compiere con successo una missione presso i popoli indigeni della Terra del fuoco, in Argentina.
Adottato e cresciuto in Inghilterra da George Pakenham Despard, accompagnò suo padre in Argentina con la Compagnia Missionaria della Patagonia. Dopo un feroce attacco indigeno, Despard lasciò la missione con sede all'isola di Keppel per tornare in Inghilterra con la sua famiglia.  Alla fine degli anni sessanta del XIX secolo, Bridges lavorò nella collocazione della missione nella zona dove oggi sorge la città di Ushuaia.
Preso l'ordine e sposatosi durante un viaggio in Gran Bretagna nel 1868-1869, Bridges tornò in Terra del fuoco con sua moglie. A Ushuaia nacquero quattro dei loro sei figli. Egli continuò a lavorare con i Selk'nam e gli Yamana per quasi vent'anni, finché l'arrivo del governo argentino, il quale si limitò solo a rivendicare la sovranità su quella zona senza interferire nei lavori della missione, cambiò comunque la situazione in quella parte di mondo (si pensi che, non appena gli argentini tornarono a nord dopo la prima visita, un'epidemia di morbillo si diffuse ad Ushuaia uccidendo quasi la metà degli Yamana presenti). Quando, per una serie di fattori che si aggiungono al discorso epidemico, Bridges rinunciò a portare avanti ulteriormente la missione, il governo argentino gli diede un gran pezzo di terra su cui il missionario costruì una tenuta di 50.000 acri.
Bridges è noto soprattutto per il contributo dato nello studio della lingua Yamana, una lingua sottovalutata da molti degli inglesi che erano stati impegnati nella missione in loco precedentemente. Imparò il linguaggio indigeno da giovane, accompagnando a tale studio quello della cultura di quel popolo. Compilò una grammatica e un dizionario Inglese-Yamana che contava circa 32.000 parole; si consideri che Despard ed altri missionari, negli anni precedenti, sostenevano di avere la padronanza dello Yamana conoscendo appena 700 parole. Il figlio di Thomas, Lucas Bridges, donò il lavoro alla British Library di Londra nel 1930.

## Primi anni
Thomas nacque in Inghilterra nel 1842. Secondo una leggenda locale, fu trovato abbandonato su un ponte di Bristol da George Despard, il cappellano della Clifton Union. Despard adottò Bridges e un altro bambino, i quali furono educati in una scuola privata da lui stesso gestita. In seguito, quando venne informato dell'adozione, Thomas decise che il suo cognome sarebbe stato "Bridges" in onore di quel lontano incontro che salvò la sua vita.
Non sono presenti registrazioni di nascita di Thomas nei censimenti del Regno Unito di quegli anni. Il suo nome, però, appare nell'elenco degli studenti della scuola privata come "George H.Bridges", probabilmente per un errore di trascrizione.

## Spedizione
Despard, nel periodo in cui visse a Bristol, conobbe il comandante Allen Gardiner, che partì per una spedizione in Terra del Fuoco con l'obiettivo di portare avanti l'incontro con gli Yamana, interrotto dopo la partenza del brigantino Beagle dalla baia di Wulaia verso il Pacifico.
Purtroppo, però, la spedizione di Gardiner finì in tragedia, tutto l'equipaggio morì di fame e freddo. Despard, in seguito segretario della Compagnia Missionaria della Patagonia, guidò la seguente spedizione nell'area. Portò con sé la sua seconda moglie ed i sei figli: Emily, Bertha, Florence, Harriet, Emilius e Thomas. Despard entrò in contatto con gli indigeni, riuscendo a convincere un gruppo di loro (tra cui Jemmy Button) a trasferirsi temporaneamente all'isola di Keppel, nelle Falkland, dove era presente la sede della missione ed il clima era meno rigido. Alcuni dei nativi appresero con buoni risultati l'inglese, mentre tra gli inglesi in molti approfondirono lo studio dello Yamana, Bridges in particolare.

## Lavoro missionario
Dopo il massacro di Wulaia, Despard chiese alla Compagnia di poter tornare in Inghilterra, soprattutto perché temeva per l'incolumità dei suoi familiari. Così, dopo l'assenso, tornò a casa. Thomas, allora diciassettenne, continuò il soggiorno dell'isola per proseguire la missione.
Trascorse l'anno seguente all'isola di Keppel, vivendo con alcuni degli Yamana rimasti. Iniziò a perfezionare la sua conoscenza della lingua ed anche a mettere a punto un dizionario, che completerà nel 1879. Includeva 32.000 parole, ed è considerato un lavoro etnologico estremamente importante.

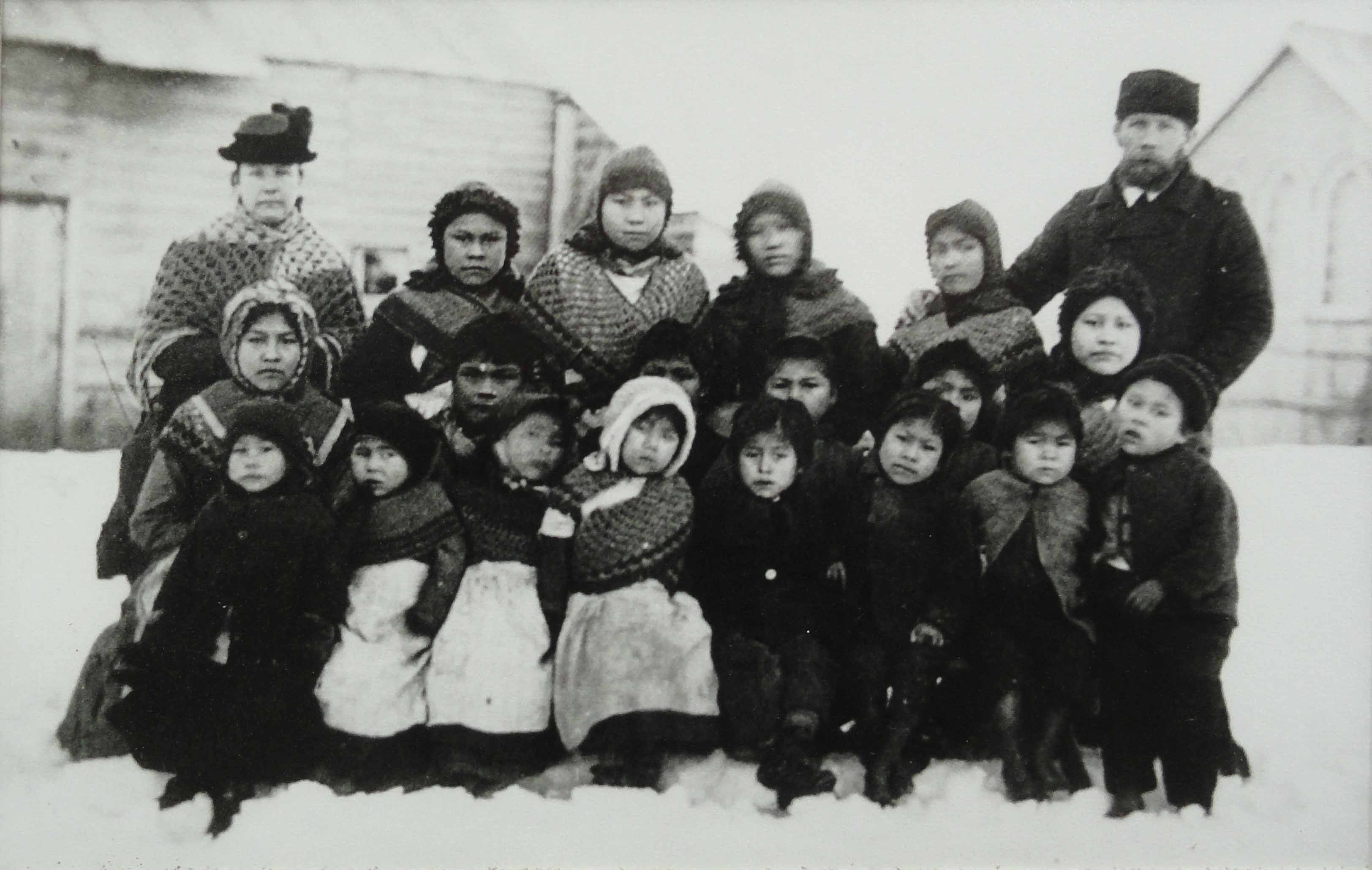
Thomas, sua moglie ed un gruppo di indigeni ad Ushuaia

Il successivo soprintendente della base fu il reverendo Waite Stirling. Egli e Bridges fecero la loro prima escursione in Terra del Fuoco nel 1863: entrarono in contatto con gli Yamana, che li ricevettero con gioia anche perché l'uomo bianco Bridges era in grado di parlare bene la loro lingua.
Nel 1866, Stirling partì per l'Inghilterra accompagnato da quattro Yamana, si tratta del secondo gruppo di fuegini che mise piede nel Regno Unito (il primo fu quello composto da Jemmy Button, Fuegia Basket, Boat Memory e York Minister, al seguito del capitano FitzRoy nel 1831).
La permanenza fu molto positiva, anche perché vennero presi molti degli accorgimenti a cui non si badò quando si trattò del primo gruppo. I fuegini appresero la lingua, si avvicinarono alla religione cristiana, impararono a comportarsi alla maniera britannica, prendendo il tè e conversando nei saloni dei personaggi che li ricevevano. Tornato con loro in Sud America, Stirling cercò con Bridges l'area migliore della parte meridionale in Terra del Fuoco dove far partire la missione: il sito scelto fu quello dove oggi sorge Ushuaia, vicino al canale di Beagle (così noto dopo la spedizione scientifica condotta da Fitz Roy con l'Hms Beagle). Un prefabbricato composto da tre stanze fu preparato a Port Stanley, sede della missione nelle Falkland, per essere installato ad Ushuaia. Appena fu eretto, Stirling ripartì. Era il 14 gennaio 1869.

### Breve viaggio in Inghilterra
Nel 1868, la Compagnia Missionaria del Sud America (nuova denominazione della oramai ex Compagnia Missionaria della Patagonia) decise che Bridges sarebbe dovuto tornare in Inghilterra per prendere gli ordini di missionario.  Trascorse qualche tempo in una sorta di tour per tutta l'Inghilterra, parlando a proposito della Terra del Fuoco e del suo lavoro lì, cercando di raccogliere più fondi possibili per la Compagnia.
Durante una delle sue conferenze a Clevedon, vicino a Bristol, Thomas incontrò Mary Ann Varder, la sua futura moglie. Ella era la figlia di Stephen e Ann Varder: suo padre era maestro carpentiere. Vivevano ad Harberton, un paese a circa un miglio sud-ovest di Totnes. Cinque settimane dopo il primo incontro, Bridges e Mary Ann si sposarono ad Harberton, era il 7 agosto 1869.

### Ritorno in Sud America
Due giorni dopo il matrimonio, i Bridges partirono per Rio De Janeiro, in rotta verso le Falkland. Dopo alcuni viaggi verso Ushuaia nei quali si lavorò per ultimare le strutture della missione, assieme ad altri missionari, il 17 agosto 1871 Bridges partì con sua moglie dalle Falkland per stabilirsi definitivamente ad Ushuaia, dal 27 settembre 1871.

## Famiglia

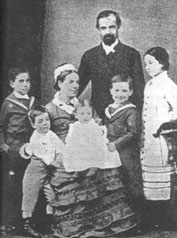
Thomas Bridges e la sua famiglia.

I Birdges avevano sei figli, quattro dei quali nati ad Ushuaia. Mary Ann Varder Bridges, Thomas Despard Bridges, Lucas Bridges, William Samuel Bridges, Bertha Milman Bridges e Alice Couty Bridges . La sorella più piccola di Mary Ann, Johanna Varder, arrivò dall'Inghilterra nel 1874 per entrare a far parte della missione e dare un aiuto alla famiglia Bridges. I bambini crebbero parlando Inglese, Yamana e spagnolo.

## Ultimi anni
Bridges continuò a lavorare con gli Yamana, insegnando loro l'inglese e cercando di aiutarli a sopravvivere ai rapidi cambiamenti in atto nell'area. Nel tardo XIX secolo, infatti, nella Terra del fuoco fu scoperto l'oro, ed onde di immigrati arrivarono a cercare lì la loro fortuna.
In aggiunta, gli europei iniziarono ad allevare ovini nelle isole. Partendo dal 1880, collocarono i propri allevamenti nei territori dei Selk'nam e Haush. Gli allevatori offrivano una ricompensa a chi uccidesse gli indigeni, poiché questi attaccavano i loro animali. Dunque, privati del loro territorio ora schematizzato dai confini delle grandi fattorie, il genocidio dei Selk'nam poté avere inizio.
Nonostante le difficoltà sopraggiunte, Bridges continuò i suoi studi culturali e linguistici, e così fece anche suo figlio. Venne anche compilato un vocabolario di 1200 parole di lingua Alacaluf, altro popolo della Terra del Fuoco, abitante ad occidente rispetto agli Yamana. Lucas, figlio di Thomas, imparò anche il Selk'nam con il tempo, e redasse anche un vocabolario Haush.
Nel 1886, il governo argentino stabilì una subprefettura della marina a Ushuaia. A circa 44 anni, allora, Bridges lasciò la missione. Il governo gli garantì la cittadinanza argentina, e gli diede 50.000 acri di terra ad est di Ushuaia, che lui e la sua famiglia trasformarono nella Estancia Harberton. La casa fu prefabbricata in Inghilterra e portata in Terra del Fuoco. All'interno della tenuta, inoltre, Thomas fornì spazio ai Selk'nam, affinché potessero vivere senza correre pericoli.
A bordo del brigantino che portò il prefabbricato, c'erano anche due carpentieri ed Edward Aspinall, il nuovo sovrintendente della missione ad Ushuaia. Egli cambiò di nuovo la collocazione della missione, questa volta sulle isole Wollaston, che reputava più centrali nell'arcipelago.
Nel 1897, Bridges incontrò Frederick Cook, un medico ed esploratore americano impegnato nella Belgian Antarctic Expedition, che sostò nella sua traversata a sud in Terra del Fuoco. Per alcune settimane, Bridges e Cook discussero a proposito degli Yamana. Cook chiese se fosse possibile prestargli la grammatica ed il dizionario, li avrebbe portati con sé durante la spedizione. Così avvenne, ma Bridges, a lungo andare, si preoccupò che la sua opera gli ritornasse indietro. Nonostante le numerose richieste, non ebbe mai più il suo libro.

Egli morì a Buenos Aires, il 15 luglio 1898, di cancro allo stomaco. Fu sepolto nel cimitero britannico. Sempre lì verrà sepolto suo figlio Lucas e sua moglie Jannette Mcleoad Jardine. Mary Ann Bridges, la vedova di Thomas, tornò in Inghilterra dopo la morte del marito e visse a Shipbourne, nel Kent, fino al 1922.

## Battaglie postume e pubblicazione del manoscritto
Nel 1910 il New York Times riportò che Frederick Cook, il quale si proclamava primo esploratore ad aver raggiunto il polo nord, era stato accusato da Charles H.Townsend, direttore del New York Aquarium, di aver provato a pubblicare le opere di Thomas Bridges sotto il suo nome, per conto della commissione della Belgica. Lucas Bridges, figlio del missionario, si appellò in commissione al fine di garantire che la proprietà intellettuale dell'opera fosse affermata.
Lucas donò quello che pensava essere il dizionario completo alla British Library nel 1930. Fu pubblicato nel 1933 ed edito da Ferdinand Hestermann e Martin Gusinde, entrambi antropologi. Gusinde compì un gran lavoro sugli Yamana in Terra del Fuoco ad inizio XX secolo. Al tempo si pensava che i manoscritti sulla grammatica scritti da Bridges fossero andati perduti.
Fu l'archeologo cileno Alfredo Prieto, dell'Universidad de Magallanes, a scoprire il manoscritto Inglese-Yamana datato 1865, nella British Library a Londra. Includeva annotazioni del rev. John Williams, un tardo missionario della Compagnia, che indicavano chiaramente che egli utilizzò il manoscritto fino a che la missione non chiuse i battenti nel 1916. Williams, successivamente, servì come primo ministro Anglicano a Punta Arenas.
Edite da Prieto, le due porzioni di dizionario furono pubblicate assieme online (2004-2013) da Zaiger & Urruty Publications nel loro sito web "Patagonia Bookshelf". È la prima volta che l'opera di Thomas Bridges risulta completamente accessibile, oltretutto gratuitamente. Nella premessa al suo manoscritto, inoltre, Bridges annotò che egli utilizzò l'Ellis Phonetic System, il sistema fonetico sviluppato dal filologo Alexander John Ellis.

## Opere
- (EN) Thomas Bridges, Yamana-English: A Dictionary of the Speech of Tierra del Fuego, a cura di Ferdinand Hestermann e Martin Gusinde, Mödling, Missionsdruckerei St. Gabriel, 1933.
- Thomas Bridges, Yahgan Dictionary: Language of the Yamana people of Tierra del Fuego, a cura di John Williams e Alfred Prieto, Patagonia Bookshelf, 2004-2013.